# Genci Çakçiri
Genci Çakçiri (ur. 26 maja 1982) – albański tenisista, reprezentant w Pucharze Davisa, lekarz.

## Kariera tenisowa
Çakçiri zaczął grać w tenisa w wieku 14 lat. Był jednym z najlepszych albańskich juniorów. Występował w kilku międzynarodowych turniejach, jednak nie odnosił tam sukcesów. Przez kilka lat z rzędu był mistrzem kraju.
W latach 1996–1998 jego trenerem był Fatos Nallbani. W 2000 roku został asystentem trenera. W latach 2000–2008, po ukończeniu kursów trenerskich, pracował w Tennis Club Tirana. Był również trenerem albańskiej kadry narodowej juniorów. W latach 2003–2013 był komentatorem tenisowym. Po zakończeniu pracy jako trener został sekretarzem generalnym w Albańskiej Federacji Tenisowej i zajmował się organizacją turniejów międzynarodowych.
Brał udział w dwóch uniwersjadach: w Izmirze (2005) oraz w Bangkoku (2007). W stolicy Tajlandii osiągnął trzecią rundę singla.
W 2010 roku reprezentował Albanię w Pucharze Davisa. Rozegrał pięć spotkań – jedno w grze pojedynczej i cztery w grze podwójnej – wszystkie przegrał.